# Хотел Еснаф
Хотел Еснаф је хотел који је радио у Пироту. Налазио се у улици Српских владара, одмах поред хотела Српски краљ. Ово је била друга најпосећенија гостионица у Пироту после хотела Национал.

## Историјат
Пиротске занатлије су хтеле да куповином ове зграде обезбеде себи место где ћe сместити своју управу, одржавати годишње скупштине, састанке и занатлијске забаве. Хтели су да пре усељења у зграду изврше њену потпуну рестаурацију, тако што би приземље преуредили за кафански, а спратни део као управни простор. Сви грађевински радови на здању завршени су у току 1924. године. На кафански део у приземљу, према дворишту, се надовезала новоизграђена пространа сала са позорницом. Управа Занатлијског еснафа је одмах увидела да би издавањем кафанског простора, који се налазио на одличној градској локацији, могла доћи до значајног извора прихода за своју благајну.
Два месеца пре усељења и завршетка радова, управа је издала кафански простор и собе на спрату закупцима, браћи Мисирлић, Светозару и Љубомиру. Занатлијски еснаф је за своје потребе задржао само једну собу на спрату. Уговор о закупу је сачињен на 12 година. Кирија је за првих пет месеци износила 1500 динара месечно, затим 2000 дин, а за последње три године, по 2500 динара месечно. Уговором је такође било предвиђено да управа еснафа може бесплатно користити салу за своје годишње скупштине и забаве. Између закупаца и управе дошло је до још једног договора по коме је управа еснафа препустила закупцима једину преосталу просторију на спрату док су закупци заузврат морали саградити мању зграду у дворишту за потребе еснафа.
Зграда је свечано отворена и освећена 7. јануара 1925. и том приликом је добила и назив „Занатлијски дом", а кафана је добила име „Еснаф". Закупци „Еснафа, Мисирлићи, били су синови Тодора Мисирлића, познатог пиротског трговца. Поред кафеџијског посла, Светозар Мисирлић се бавио и политиком. Према политичком опредељењу био је радикал, па радикал самосталац да би се по проглашењу диктатуре 1929, приклонио владајућем режиму. Светозар се сукобио са групом официра и уз псовке и речи да му официри не требају, истерао их из кафане. Због тога, а и по наредби војних власти, пиротски официри нису неколико месеци посећивали „Еснаф".
Због велике сале са позоришном бином,„Еснаф" је постала најпосећеније место за излазак у граду. Од самог почетка њеног рада па све до избијања Другог светског рата, ова кафана је нудила богат културно-забавни и просветни програм. О програмима који су се нудили Пироћанцима у кафани, извештавао је лист Глас нашег истока (касније назван Наш исток). 
У Еснафу су се одржавале традиционалне годишње забаве о Божићу, Св. Сави и Духовима, као и уочи Нове године, концерти пиротских певачких друштава, јавна предавања, позоришне представе нишког и београдског позоришта, али и локалних глумаца аматера. Пиротско певачко друштво „Успење Пресвете Богородице" приређивало је често своје концерте у сали „Еснафа", а готово увек за дочек Нове године. Ови наступи су били посећени. Тако су једне недеље, 2. октобра 1932, приредили концерт са композицијама Биничког, Мокрањца, Големовића и Чајковског, после којег је наступила и игранка уз оркестар војне музике. Пиротско тамбурашко друштво „Бранко Радичевић" је такође користило салу „Еснафа" за своје наступе, па је једну од својих забава са позоришним комадом „Војвода Брана" одржало 3. фебруара 1934, са улазном ценом од 5 и 7 дин. Ово друштво је традиционално приређивало своје забаве у „Еснафу" првог дана Божића. Догађај за памћење је била нпр. удружена забава, коју су одржали хор „Успење`; спортски клуб „Омладинац" и тамбурашко друштво „Бранко Радичевић" другог дана Божића 1934, јер дотле заједничких забава није било. Сала „Еснафа" са позоришном бином издавана је на коришћење и српским позориштима. Бановско позориште из Ниша је на пример, често гостовало у Пироту.
У „Еснафу" су се могла пратити спортска дешавања Нишавске жупе, учествовати на традиционалном маскенбалу подружине Женског друштва, присуствовати преизборном народном збору као подршка неком политичком кандидату или јавном предавању о изласку из економске кризе др Драгољуба Јовановића, новембра 1935. Иако је по отварању „Еснаф" сматран за строго радикалску кафану, због радикалских ставова Светозара Мисирлића, тридесетих година 20. века, постала је доступна свим грађанима. Забаве су биле посећене, ако је улаз био бесплатан, па је то био најлакши начин да се конкуренцији „отме" публика. На таквим забавама би се прикупљали добровољни прилози у вредности једне улазнице. Посећеније су биле забаве где се није изричито захтевало отмено одевање. Тако је једна пиротска забава јула 1932. сасвим "пропала", јер су приступ забави имали само они са позивницама, свечаним оделима и белим рукавицама. Сутрадан је приређена забава у „Националу" без позивница и без свечаних одела: Почетак је био заказан за 9 часова, али нестрпљива публика почела је заузимати место још од 8 и кад је било време почетка, сала је била дупке пуна и ако је велика криза. 
Пироћанци су уживали у приредбама где су наступали мађионичари али међу извођачима, нашао се и Сава Пенгачевић, „најјачи Србин", за кога се причало да је могао да поједе цело печено јагње за ручак. 
Дванаестогодишњи уговор о закупу између Занатлијског еснафа и 6paћe Мисирлић истекао је почетком 1937. године. Направљен је нови уговор са Петром Смиљанићем Прцањом, кафеџијом. О раду „Еснафа" у рукама новог закупца, нема података. Посебну привилегију код њега имали су студенти. Не зна се, такође, да ли је „Еснаф" радио за време окупације. После ослобођења 1944. године, зграде Занатлијског еснафа постале су државна својина и на дуже време су уступљене на коришћење пиротском позоришту. Данас се у овој згради налазе приватни локали. 